# Congrès d'Aubervilliers
Le congrès d'Aubervilliers est le 78e congrès ordinaire du Parti socialiste qui se tient à Aubervilliers du 7 au 8 avril 2018.
Le congrès est organisé après les défaites électorales des élections présidentielle et législatives en 2017 et alors que nombre d'élus socialistes ont rejoint La République en marche, le parti nouvellement créé en 2016 par Emmanuel Macron, élu président de la République l'année suivante.
L'objectif du congrès est globalement de fixer la ligne générale du Parti socialiste, tiraillée sur l'héritage à tirer du quinquennat 2012-2017. Olivier Faure propose, dans sa déclaration de candidature, d'en faire un inventaire. Ce congrès, qui se déroule durant l'intérim de Rachid Temal, fait suite à l'élection d'Olivier Faure comme nouveau premier secrétaire. Il s'agit en outre de désigner une nouvelle direction à tous les échelons du parti : section locale, fédération départementale et instances nationales.

## Contexte
Le congrès du parti intervient un an après la fin du quinquennat du président François Hollande, qui avait annoncé le 1er décembre 2016 ne pas être candidat à sa succession lors de l'élection présidentielle de 2017 en raison de la dégradation de l'opinion publique à son égard.
Au terme de la primaire citoyenne de 2017, c'est Benoît Hamon qui remporte l'investiture devant Manuel Valls, devenant ainsi le candidat du PS à l'élection présidentielle. La campagne présidentielle du candidat socialiste est fragilisée par les divisions et les défections au profit d'Emmanuel Macron comme notamment celle de Manuel Valls qui choisit de soutenir le candidat d'En Marche dès le premier tour du scrutin. Hamon termine en cinquième position avec 6,36 % des voix au premier tour, le pire score pour un candidat socialiste depuis 1969. Le parti subit ensuite un autre revers électoral lors des élections législatives, ne remportant que 30 sièges, contre 278 en 2012. Le premier secrétaire Jean-Christophe Cambadélis annonce alors sa démission en tant que chef du parti qui devient effective le 30 septembre suivant.
Durant la campagne présidentielle et par la suite, nombre d'élus et militants socialistes ont rejoint La République en marche, le parti nouvellement créé en 2016 par Emmanuel Macron, élu président de la République. De plus, deux ministres (Gérard Collomb et Jean-Yves Le Drian) sont issus de ses rangs dans le premier gouvernement Philippe, puis trois avec Florence Parly dans le deuxième gouvernement Philippe. Le 1er juillet 2017, Benoît Hamon quitte à son tour le PS pour fonder le mouvement Génération.s.
En outre, les défaites électorales successives depuis 2014 ont laissé au parti une charge financière considérable : outre les 15,072 millions d'euros de dépenses pour le financement de la campagne présidentielle de Hamon, le financement public, basé sur le nombre de voix aux élections législatives, est passé de 24,9 millions d'euros à 7,6 millions par an. Cette situation a conduit le parti à vendre son siège historique situé rue de Solférino pour 45,5 millions d'euros le 19 décembre.
Le PS a été dirigé par une direction collégiale à partir de juillet jusqu'à ce que Rachid Temal soit nommé représentant légal et coordinateur du parti le 30 septembre. Le congrès se tiendra dans le contexte d'une absence d'identité politique claire pour le Parti socialiste, avec La France insoumise à gauche et La République en marche à droite.

## Organisation

### Mise en place et validation des candidatures
Les adhérents se prononcent le 18 janvier sur des réformes statutaires, comme la suppression de la phase des contributions, l'obligation de réunir 5% des membres du conseil national pour déposer un texte d'orientation dont le plan sera prédéfini et son contenu limité à 50 000 signes. Ces modifications doivent être ensuite validées par le conseil national convoqué le 27 janvier. Ce dernier valide les candidatures de Luc Carvounas (texte « Un progrès partagé pour faire gagner la gauche »), de Stéphane Le Foll (« Cher.e.s camarades »), d'Olivier Faure (« Socialistes, le chemin de la renaissance ») et d'Emmanuel Maurel (« L’Union et l’espoir »).

### Localisation

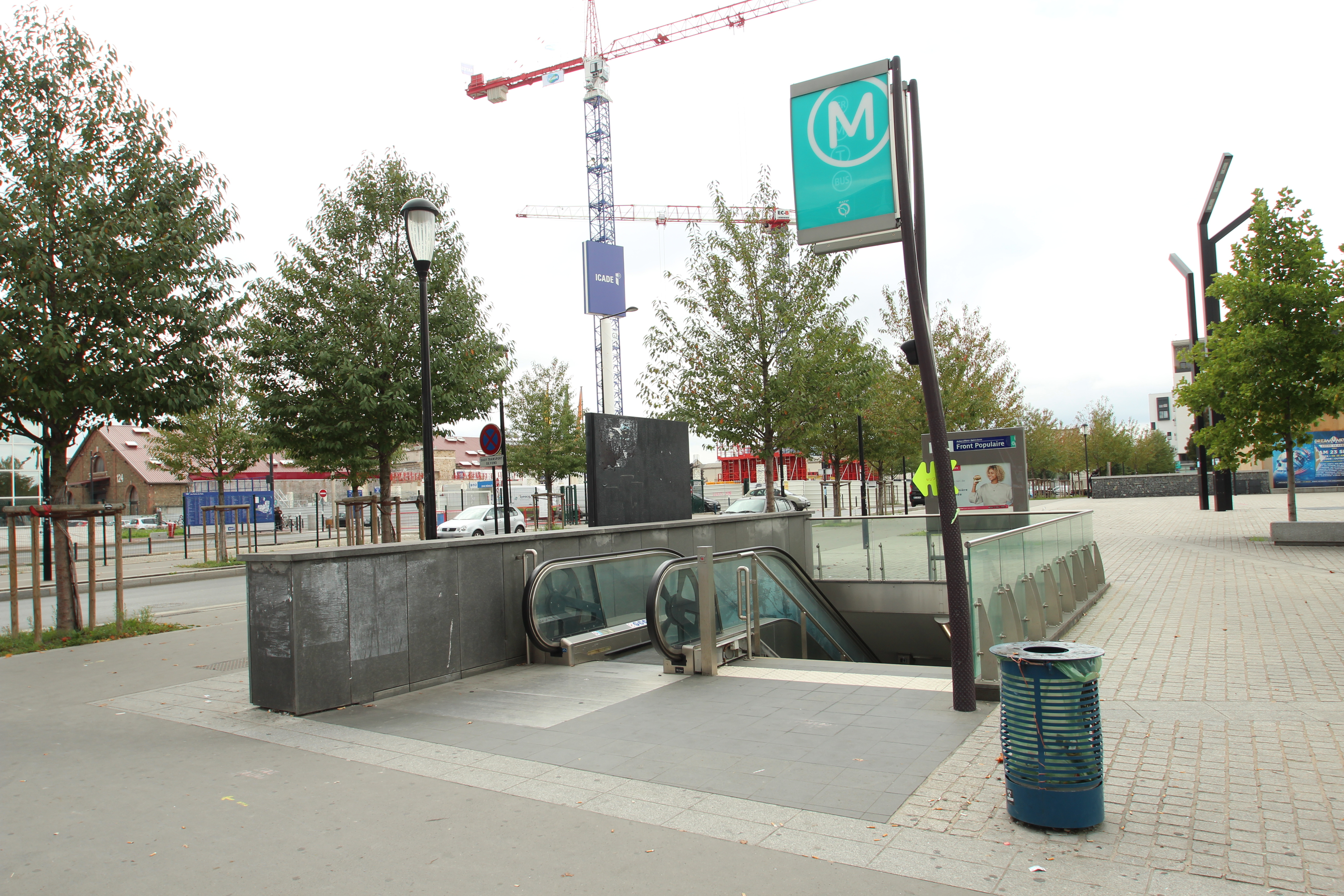
Entrée du métro, place du Front Populaire à Aubervilliers.

Le 9 décembre 2017, le Conseil national du Parti socialiste décide de tenir ce congrès au centre d'exposition "Docks de Paris" à Aubervilliers, en Seine-Saint-Denis, le week-end des 7 et 8 avril. Proche de la future station de métro Front populaire, le lieu semble choisi symboliquement en référence à la coalition de gauche qui arriva au pouvoir en 1936.

### Calendrier
Le calendrier général du congrès d'Aubervilliers est le suivant :
- 9 décembre 2017 : conseil national de préparation du congrès et d’enregistrement des contributions générales et thématiques ;
- 18 janvier 2018 : vote des militants sur le texte fixant les modalités d’organisation du congrès ;
- 27 janvier : conseil national de synthèse, dépôt du texte des motions et des candidats aux instances du parti (conseil national, commission nationale des conflits, commission nationale de contrôle financier) ;
- 15 mars 2018 : vote des adhérents sur les motions ;
- 29 mars 2018 : vote des adhérents sur le premier secrétaire, les secrétaires fédéraux et de sections ;
- 7 et 8 avril 2018 : congrès national à Aubervilliers.

## Contributions
Le conseil national du 9 décembre 2017 propose une modification des statuts sur l'organisation du congrès, validée par le vote des militants du 18 janvier 2018. Dans cette modification, les contributions générales sont supprimées contrairement aux contribution thématiques.
Ainsi, 36 contributions thématiques déposées au conseil national du 9 décembre 2017 sont présentées aux militants :
- Ceci n’est pas une contribution féministe

- Conjuguer à nouveau Socialisme et Syndicalisme

- Contribution de la commission nationale entreprises

- De nouvelles relations villes – campagnes – d’une politique des lieux à une politique des liens

- Définition et gouvernance nouvelles de l’entreprise

- Donner la priorité à la santé environnementale et la biodiversité

- Éducation et formation : agir contre l’hypocrisie scolaire

- Éducation et formation : une priorité dans la lutte contre les inégalités

- Enseignement supérieur et socialisme : pour un projet d’avenir !

- Faisons du numérique, un levier de progrès pour tous, partout

- L’avenir des territoires ruraux

- L´émancipation, c’est la vie !

- La forêt, une vision socialiste

- La laïcité est-elle menacée ?

- La mondialisation est une contrainte incontournable, l’Europe un espoir à notre portée

- La place des Outremer en Hexagone dans la refondation du Parti Socialiste

- La reconstruction du Parti Socialiste se fera avec les femmes, à égalité, ou ne se fera pas

- Le logement social a besoin de nous !

- Le Parti socialiste doit se refonder autrement qu’en changeant l’avatar de son compte Twitter !

- Le progrès social, condition première du progrès économique : quel modèle de protection sociale demain ?

- L’Unité  européenne, un combat socialiste

- Maritimisons les esprits !

- Mettre l’humain au cœur de la mondialisation

- Motion de la fédération socialiste de la Réunion

- Nous n’avons qu’une planète. Engageons-nous dans la social-écologie !

- Osons « le revenu de création » pour mettre l’humain au cœur pour construire aujourd’hui et inventer demain

- Pour des Outremers au cœur du projet Socialiste

- Pour l’avenir de la jeunesse et la croissance durable, L’enseignement-formation, la recherche et le développement agricoles ont besoin d’un projet global cohérent

- Pour un nouveau « Parti de services »

- Pour un Parti Socialiste renouvelé

- Pour une Europe du progrès et solidaire, en son cœur et dans le monde

- Pour une République qui lutte contre la fracture territoriale

- Renforcer l’écologie au cœur du Projet Socialiste Nous sommes déjà au-delà de l’urgence !

- Sortir de la compassion pour enfin tendre vers une réelle compensation

- Un projet ambitieux et solidaire pour la santé

- Vers de nouvelles politiques pour l’alimentation et l’agriculture

- Vers un nouveau Parti Socialiste

## Motions et élection du premier secrétaire

### Motions déposées
- Motion 1 : « Un progrès partagé pour faire gagner la gauche » dont le premier signataire est Luc Carvounas.
- Motion 2 : « Cher.e.s camarades » dont le premier signataire est Stéphane Le Foll.
- Motion 3 :  « Socialistes, le chemin de la renaissance » dont le premier signataire est Olivier Faure.
- Motion 4 : « L’Union et l’espoir » dont le premier signataire est Emmanuel Maurel.

### Candidatures non abouties

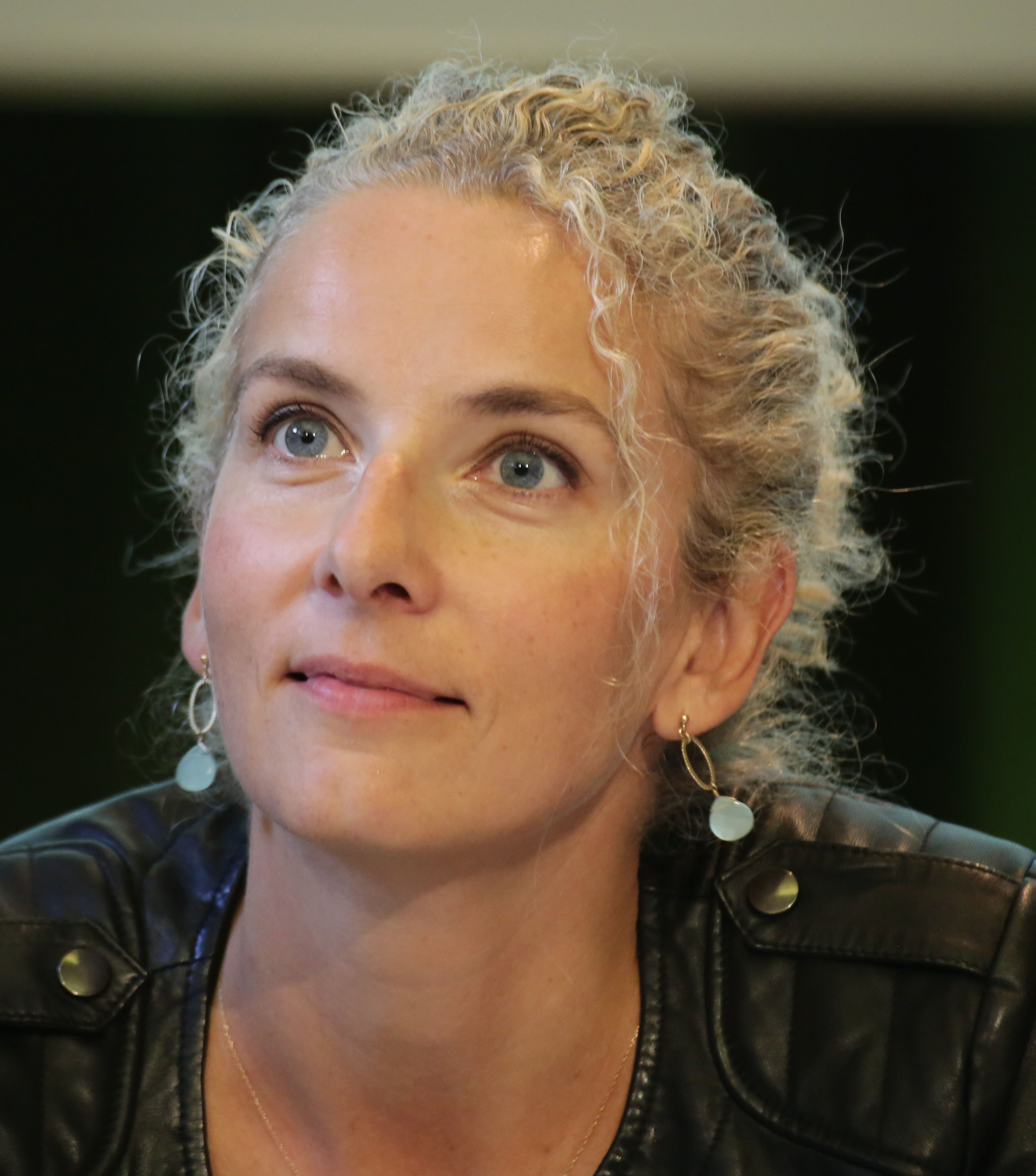
Delphine Batho.

- La députée des Deux-Sèvres Delphine Batho, ministre de l'Écologie, du Développement durable et de l'Énergie (2012-2013), ne rassemble pas assez de parrainages pour voir sa candidature validée.
- Myriam Petit, militante des Hauts-de-Seine, n'obtient pas suffisamment de parrainages.
- Julien Dray, conseiller régional d’Île-de-France (depuis 1998), député de la 10e circonscription de l’Essonne (1988-2012)
- Rachid Temal, coordinateur et représentant légal du Parti socialiste (depuis 2017), sénateur (depuis 2017), conseiller régional d'Île-de-France (2015-2017)
- Najat Vallaud-Belkacem, ministre de l'Éducation nationale, de l'Enseignement supérieur et de la Recherche (2014-2017), ministre des Droits des femmes, de la Ville, de la Jeunesse et des Sports (2014), porte-parole du gouvernement (2012-2014), ministre des Droits des femmes (2012-2014)[10]. Elle aurait posé comme conditions à sa candidature le souhait d'être tête de liste PS aux élections européennes de 2019 d'une part et d'autre part que la fonction de premier secrétaire soit rémunérée[11],[12],[13],[14].

### Débat
Un débat télévisé entre les quatre candidats est organisé sur la chaîne d'information LCI et réunit environ 204 000 téléspectateurs.

### Vote des adhérents

#### Premier tour
Le 16 mars 2018, lendemain du scrutin, Stéphane Le Foll, arrivé en deuxième position se retire de la course, assurant ainsi à Olivier Faure, arrivé largement en tête à l'issue du premier tour de vote de devenir le nouveau premier secrétaire du Parti socialiste.

#### Second tour
Resté seul en lice, Olivier Faure est élu le 29 mars 2018, avec 86 %.

## Déroulement du congrès
Olivier Faure est officiellement proclamé et investi premier secrétaire le 7 avril 2018, premier jour du congrès d'Aubervilliers,.

## Nouvelle direction du parti
Le 15 avril 2018, Olivier Faure propose et fait adopter une nouvelle direction par le conseil national du parti avec Corinne Narassiguin comme nouvelle « secrétaire nationale à la coordination et aux moyens », Boris Vallaud et Gabrielle Siry devenant quant à eux les nouveaux porte-paroles. Le secrétariat national nouvellement nommé et validé est paritaire, composé de 24 membres, 12 hommes et 12 femmes.